# Wedgwood Peak
Wedgwood Peak är en bergstopp i Kanada.   Den ligger i provinsen British Columbia, i den centrala delen av landet, 3 000 km väster om huvudstaden Ottawa. Toppen på Wedgwood Peak är 2 601 meter över havet.
Terrängen runt Wedgwood Peak är bergig åt sydväst, men åt nordost är den kuperad. Trakten runt Wedgwood Peak är nära nog obefolkad, med mindre än två invånare per kvadratkilometer.. Det finns inga samhällen i närheten. 
Trakten runt Wedgwood Peak består i huvudsak av gräsmarker.